# Joseph Abboud
Pour les articles homonymes, voir Abboud.
Joseph Abboud (né le 5 mai 1950 à Boston, États-Unis) est un styliste américain d'origine libanaise.

## Biographie
Joseph Abboud étudie la littérature comparative à l'université du Massachusetts puis est étudiant à la Sorbonne à Paris. Il débute comme acheteur dans les grands magasins Louis Boston à Boston avant de rejoindre l'entreprise Ralph Lauren au début des années 1980 où il crée les collections masculines.
En 1986, il crée sa propre marque qui vend à la fois des produits pour les hommes et les femmes. Ses vêtements sont inspirés du style sportswear et des « couleurs et des textures d'Afrique du Nord ».
Il reçoit en 1989 et 1990 le prix du vêtement masculin du Conseil des créateurs de mode américains.[réf. nécessaire]
En 2004, alors que sa marque enregistre des ventes annuelles de l'ordre de $125 millions, il vend son groupe au fonds d'investissements J.W. Childs Associates (JA Holding) pour $73 millions, mais quitte son entreprise l'année suivante sur fond de conflits avec les nouveaux propriétaires. En 2010, il prend la présidence et direction de la création du groupe vestimentaire HMX (Hickey Freeman, Hart Schaffner Marx, Coppley, Bobby Jones), puis démissionne en novembre 2012 alors que le groupe est au bord de la faillite.
En décembre 2012, il prend la direction de la création de Men's Wearhouse, chaîne de magasins américaine qui rachète sa marque Joseph Abboud l'année suivante (2013) pour $97,5 millions. La marque considérée alors dormante (bien que ses ventes atteignent $230 millions en 2014) ouvre une boutique haut-de-gamme sur Madison Avenue. En 2020, le groupe Tailored Brands vend la marque Joseph Abboud au groupe WHP Global (détenu par Yehuda Shmidman) pour $115 millions. Joseph Abboud quitte son poste de directeur de la création de Tailored Brands.
Son nom apparaît plusieurs fois dans le roman American Psycho de Bret Easton Ellis. Lors de l'élection présidentielle américaine de 2008, les deux candidats Barack Obama et Mitt Romney ont porté des costards Joseph Abboud en public.

## Récompenses
- 1989 : CFDA Menswear Designer of the Year awards[2]
- 1990 : CFDA Menswear Designer of the Year awards[2]
- 2024 : Médaille d'honneur du National Arts Club (en)[10]